# Juan Andrés Naranjo Escobar
Juan Andrés Naranjo Escobar (ur. 4 stycznia 1952 w Ciudad Real) – hiszpański polityk, nauczyciel, urzędnik państwowy, w latach 1999–2004, 2008–2009 i 2012–2014 poseł do Parlamentu Europejskiego.

## Życiorys
Ukończył w 1976 filologię hiszpańską na Uniwersytecie Complutense w Madrycie. W 1982 uzyskał magisterium z socjologii na Papieskim Uniwersytecie Gregoriańskim.
Pracował jako zastępca dyrektora instytutu naukowego, nauczyciel w seminarium i wykładowca języka hiszpańskiego. Zaangażował się w działalność Partii Ludowej. Był doradcą władz miejskich w Madrycie, posłem do parlamentu wspólnoty autonomicznej (1995–1996), członkiem gabinetu politycznego hiszpańskiego premiera (1996–1999).
W latach 1999–2004 po raz pierwszy zasiadał w Parlamencie Europejskim. W kwietniu 2008 ponownie objął mandat eurodeputowanego, który wykonywał do lipca 2009. Był członkiem grupy chadeckiej, pracował w Komisji Budżetowej (V kadencja) oraz Komisji Zatrudnienia i Spraw Socjalnych (VI kadencja). Po raz trzeci w PE zasiadł w styczniu 2012.